# Manuel Sanchis Guarner

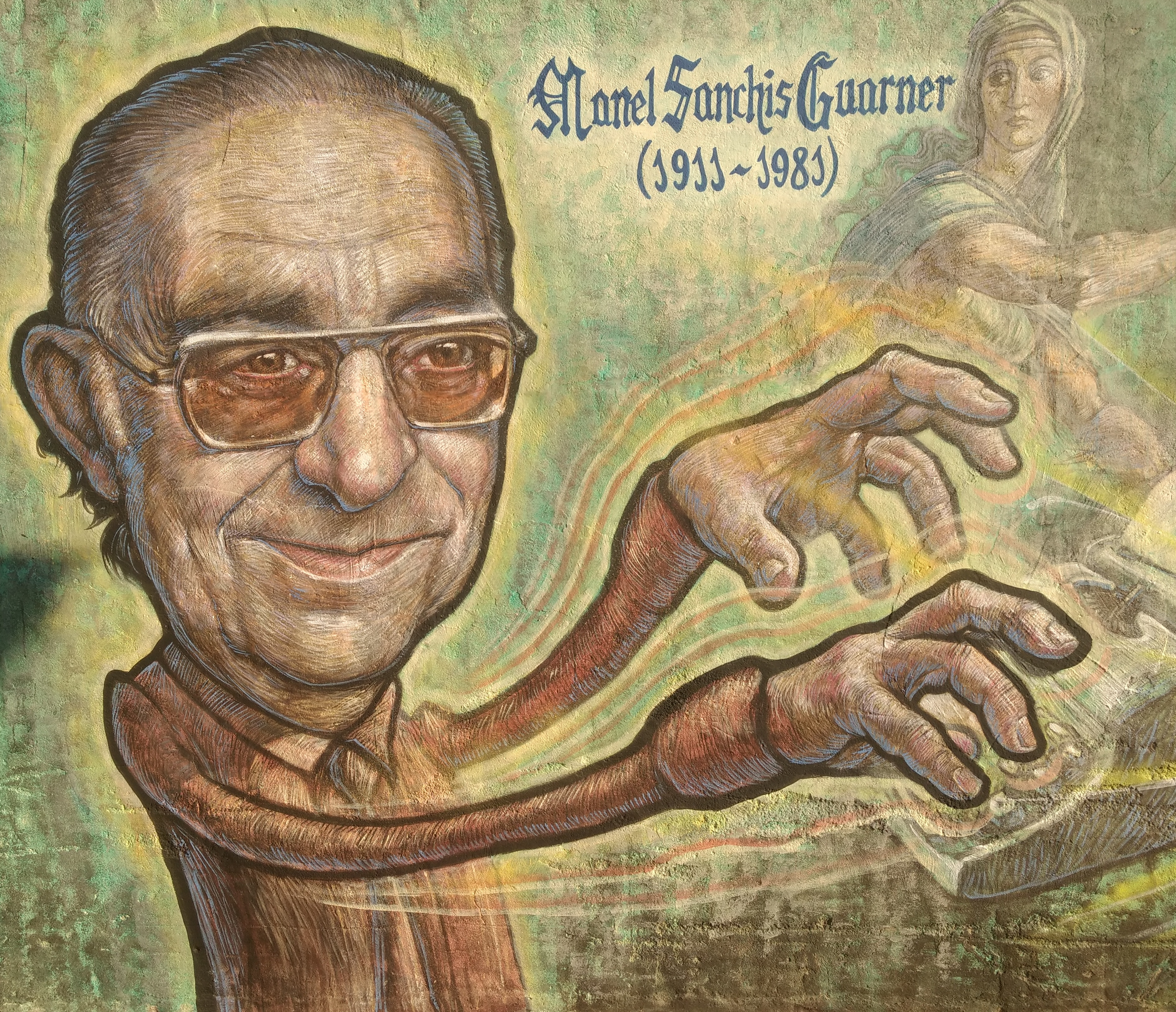
Manuel Sanchis Guarner auf einem Wandgemälde

Manuel Sanchis Guarner (* 9. September 1911 in Valencia; † 16. Dezember 1981 ebenda) war ein spanischer Historiker, Volkskundler, Romanist, Hispanist, Katalanist und Valencianist.

## Leben und Werk
Sanchis studierte ab 1932 im Centro de Estudios Históricos von Ramón Menéndez Pidal. Er war Schüler des Arabisten Évariste Lévi-Provençal und forschte für den Atlas Lingüístico de la Península Ibérica von Tomás Navarro Tomás in Katalonien.
Im Spanischen Bürgerkrieg kämpfte er auf Seiten der Republikaner (zuletzt als Artilleriehauptmann). Unter der Franco-Diktatur kam er in das Konzentrationslager Salamanca, verbrachte die Jahre von 1939 bis 1943 im Gefängnis in Madrid und war von 1943 bis 1959 auf Mallorca in der Verbannung. 1947 wurde er in das neu gegründete Instituto Miguel de Cervantes de Filología Hispánica berufen und 1952 als korrespondierendes Mitglied in die Real Academia Española gewählt.
1959 kehrte er nach Valencia zurück und wurde 1960 Professor an der Universität Valencia. 1966 wurde er in die Real Academia de la Historia gewählt. Ab 1979 besetzte er den neu geschaffenen Lehrstuhl für valencianische Linguistik und wurde zum Dekan gewählt.
Nachdem er 1978 einem Bombenattentat (durch rechtsextremistische Kreise) entgangen war, starb er 1981 an einem Herzinfarkt.
Sanchis Guarner gilt als Begründer der modernen Philologie des Valencianischen.
In Valencia ist ein Platz nach ihm benannt.

## Schriften (Auswahl)
- La llengua dels valencians, Valencia 1933, 80 Seiten (zahlreiche Auflagen bis 2009, 394 Seiten)
- Introducción a la historia lingüística de Valencia, Valencia 1948 (Vorwort von Ramón Menéndez Pidal)
- Gramàtica valenciana, Valencia 1950 (Vorwort von Francesc de Borja Moll); hrsg. von Antoni Ferrando, Barcelona 1993
- (Hrsg.) Els poetes romàntics de Mallorca. Recull antològic amb una introducció i comentaris, Palma 1950, 1981
- (Hrsg.) Els poetes insulars de postguerra. Antologia aplegada, Palma 1951
- Calendari de refranys, Barcelona 1951
- La cartografía lingüística en la actualidad y el Atlas de la Península Ibérica, Madrid 1953
- (Mitarbeiter mit Anna Moll Marquès) Antoni Maria Alcover, Diccionari català-valencià-balear. Inventari lexicogràfic i etimològic de la llengua catalana en totes les seves formes literàries i dialectals, hrsg. von Francesc de Borja Moll, 10 Bde., Palma 1926–1968, 1978–1979, 1993 (1, 1926, 1964; 2, 1935, 1968; 3-10, 1956–1962)
- Els Parlars romànics de València i Mallorca  anteriors a la Reconquista, Valencia 1961
- Els Valencians i la llengua autòctona durant els segles XVI, XVII i XVIII, Valencia 1963, 2001
- Història del País Valencià 1. Època musulmana, Barcelona 1965, 1975, 1988
- La Renaixença al país valencià. Estudi per generacions, Barcelona 1968
- La ciutat de València. Síntesi d'història i de geografia urbana, Valencia 1972, 1983 (spanisch: Valencia 1999)
- Aproximacie a la historia de la lengua catalana. Creixencai esplendor, Barcelona 1980
- Els inicis del teatre valencià modern 1845–1874, Valencia 1980
- En defensa de la llengua, Alzira 2007

### Gesammelte Werke
- Obres completes, 6 Bde., Valencia 1976–1987
  - 1. Per a una caracterització valenciana, 1976
  - 2. – 5. Els pobles valencians parlen els uns dels altres, 4 Bde., 1982–1983
  - 6. Teatre i Festa I. De Nadal a Falles, 1987
- Nova Obra Completa, 2 Bde., Valencia 2007–2009
  - 1. La ciutat de València. Geografia, història i art del País, 2007
  - 2. El Regne de València, 2009